# Baron Carrickfergus

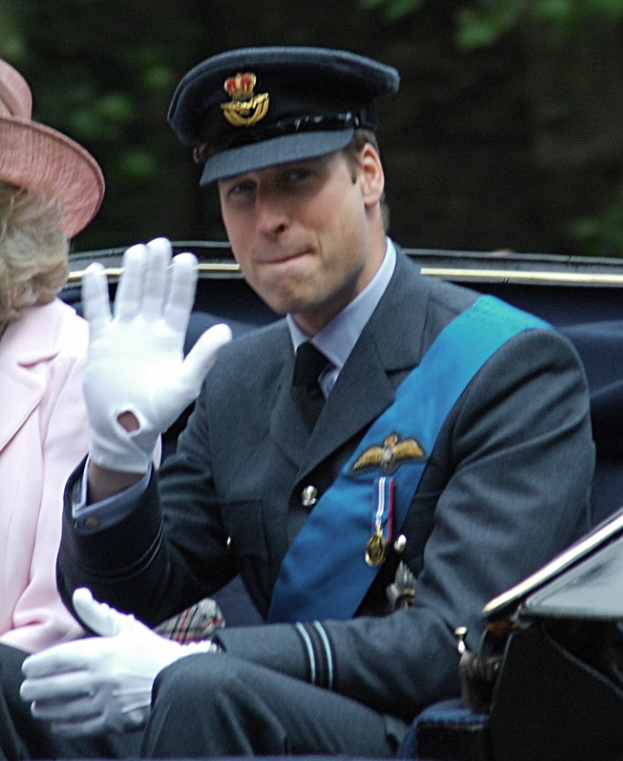
Prince William, Duke of Cambridge, der amtierende Baron Carrickfergus

Baron Carrickfergus ist ein erblicher britischer Adelstitel in der Peerage of the United Kingdom, der nach der Stadt Carrickfergus im County Antrim in Nordirland benannt ist.

## Verleihungen und Geschichte des Titels
Eine Barony mit Bezug auf die Stadt Carrickfergus bestand bereits zwischen 1841 und 1883. Am 18. August 1841 wurde Lord George Chichester von Königin Victoria in der Peerage of the United Kingdom der Titel Baron Ennishowen and Carrickfergus, of Ennishowen, in the County of Donegal, and Carrickfergus, in the County of Antrim, verliehen. Dieser erbte beim Tod seines Vaters 1844 auch dessen Titel als 3. Marquess of Donegall. Da er keine Söhne hinterließ, erlosch die Barony, als er 1883 starb; das Marquessate fiel an seinen Bruder Lord Edward Chichester als 4. Marquess of Donegall.
Mit Letters Patent vom 26. Mai 2011 wurde der Titel durch Königin Elisabeth II. für ihren Enkel Prince William neu geschaffen. Die Verleihung erfolgte anlässlich seiner Hochzeit mit Catherine Middleton am 29. April 2011. Zusammen mit der Barony wurden ihm die übergeordneten Titel Duke of Cambridge und Earl of Strathearn verliehen. Die Titel beziehen sich bewusst auf alle drei Landesteile des Vereinigten Königreichs, das Dukedom auf den englischen, das Earldom auf den schottischen und die Barony auf den nordirischen Landesteil.

## Liste der Barone Carrickfergus

### Barone Ennishowen and Carrickfergus (1841)
- George Chichester, 3. Marquess of Donegall, 1. Baron Ennishowen and Carrickfergus (1797–1883)

### Barone Carrickfergus (2011)
- Prince William, Prince of Wales, Baron Carrickfergus (* 1982)

Titelerbe (Heir Apparent) ist der älteste Sohn des aktuellen Titelinhabers George of Wales (* 2013).